# Szczęśliwa Ness
Szczęśliwa Ness / Wesołe Smoki (ang. Happy Ness: The Secret of the Loch, 1995) – jest to amerykański serial animowany. Wersja polską opracowało studio Master Film.

## Bohaterowie
- Szczęśliwa Ness
- Lovely Ness
- Kind Ness
- Bright Ness
- Silly Ness
- Halsey
- Hayden
- Hanna
- Sir Prize
- Cool Ness
- Brave Ness
- Pompous Ness
- Selfish Ness
- Devious Ness
- Sneaky Ness
- Bad Ness
- Dark Ness
- Mean Ness
- Mr. McJoy

## Spis odcinków
| N/o            | Polski tytuł | Niemiecki tytuł           |
| -------------- | ------------ | ------------------------- |
|                |              |                           |
| SERIA PIERWSZA |              |                           |
|                |              |                           |
| 01             |              | Willkommen im Nessie-Land |
|                |              |                           |
| 02             |              | Besonderer Tag            |
|                |              |                           |
| 03             |              | Geburtstagsüberraschung   |
|                |              |                           |
| 04             |              | Ein Nessie in Gefahr      |
|                |              |                           |
| 05             |              | Allein in der Fremde      |
|                |              |                           |
| 06             |              | Jagd auf Nessies          |
|                |              |                           |
| 07             |              | Freunde fürs Leben        |
|                |              |                           |
| SERIA DRUGA    |              |                           |
|                |              |                           |
| 08             |              | Das große Fest            |
|                |              |                           |
| 09             |              | Der Unfall                |
|                |              |                           |
| 10             |              | Auf Schatzsuche           |
|                |              |                           |
| 11             |              | Rette sich, wer kann      |
|                |              |                           |
| 12             |              | Kleiner großer Held       |
|                |              |                           |
| 13             |              | Nessies in New York       |
|                |              |                           |